# Поход Уз-Тимура
Поход Уз-Тимура — завоевательный поход ойратов во главе с Уз-Тимуром (Уч-Тэмур) на Узбекское ханство в 1457 году.

## История
Совершая неоднократные набеги на земли до верховьев реки Или и озера Иссык-Куль в 20—30 годах XV века, ойраты дошли до Сырдарьи в 1450-е годы. разбив свои становища на берегах Или, ойраты устремились в Сыгнак — столицу ханства Абулхаира. Воины Абулхаира и армия Уз-Тимура-тайши сошлись на поле боя в местности Коккесене в Присырдарье. После поражения, Абулхаир отступил в Сыгнак. Ойраты решили не штурмовать столицу, они подвергли грабежу Ташкент с прилегающими территориями и взяли в плен много людей. Возвращаясь обратно, Уз-Тимур-тайши предложил Абулхаиру заключить мирный договор и выдвинул унизительные условия. Из-за своего поражения Абулхаир был вынужден бросить разграбленные города Туркестана и отступить в Дешт-и-Кыпчак. В 1460 году он вернулся в Присырдарью. После поражение в той битве Абулхаир установил жёсткий порядок в своих владениях.

## Последствия
В 1460 году, в период, когда Абулхайр-хан был ослаблен поражением от ойратов, недовольные жёсткой политикой Абулхайр-хана чингизиды Жанибек и Керей со своими подданными откочевали на восток в Семиречье, в Могулистан, где создали своё государство Казахское ханство. Племена, ушедшие с ними, стали называть себя узбек-казаками («свободные узбеки», с тюркского «казак» означает свободный). Позднее упоминаемые лишь «казак» и «казактар».